# 胡安·包蒂斯塔·佩雷斯
胡安·包蒂斯塔·佩雷斯（西班牙語：Juan Bautista Pérez；1869年12月20日—1952年5月7日）是委內瑞拉政治人物，1929年被胡安·比森特·戈麦斯指定為總統接班人。1931年因經濟政策失當下台，戈麥斯再度掌權。

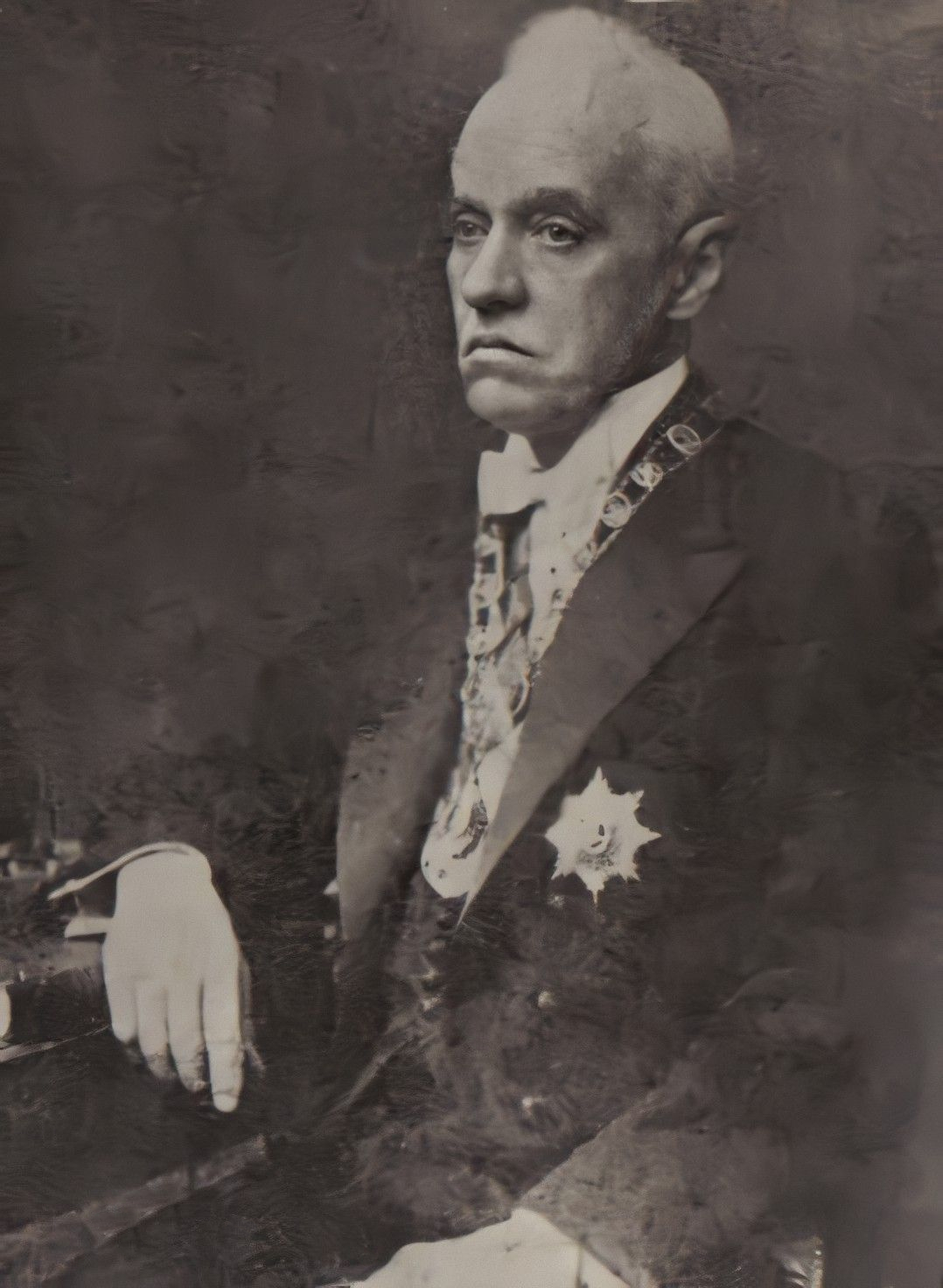
胡安·包蒂斯塔·佩雷斯